# Morskoj jastreb
Morskoj jastreb (Морской ястреб) è un film del 1941 diretto da Vladimir Aleksandrovič Braun.

## Trama
Il tenente comandante Naydenov ha il compito di
distruggere una nave pirata, che si rivela essere un sottomarino tedesco mimetizzato da veliero.